# Rio Cuc
Rio Cuc är ett vattendrag i Brasilien.   Det ligger i delstaten Amapá, i den norra delen av landet, 2 000 km norr om huvudstaden Brasília.
I omgivningarna runt Rio Cuc växer i huvudsak städsegrön lövskog. Trakten runt Rio Cuc är nära nog obefolkad, med mindre än två invånare per kvadratkilometer.